# Peter Gabriel II
Peter Gabriel, es el segundo álbum como solista del cantautor británico Peter Gabriel y el segundo también de cuatro en ser llamado con su propio nombre. Lanzado el 6 de febrero de 1978, fue producido por Robert Fripp.
Este álbum es comúnmente conocido como Peter Gabriel II o Scratch (rasguño), en referencia a su tapa, diseñada por el grupo artístico londinense Hipgnosis. El álbum tuvo una menor aceptación por parte del público que el anterior, aunque alcanzó el puesto número 10 en el UK Top 40 Hit Database.

## Lista de canciones
Todas las canciones compuestas por Peter Gabriel, salvo que se encuentre indicado.
| N.º | Título                                             | Duración |  |
| 1.  | «On the Air»                                       | 5:30     |  |
| 2.  | «D.I.Y.»                                           | 2:37     |  |
| 3.  | «Mother of Violence» (Peter Gabriel, Jill Gabriel) | 3:10     |  |
| 4.  | «A Wonderful Day in a One-Way World»               | 3:33     |  |
| 5.  | «White Shadow»                                     | 5:14     |  |
| 6.  | «Indigo»                                           | 3:30     |  |
| 7.  | «Animal Magic»                                     | 3:26     |  |
| 8.  | «Exposure» (Peter Gabriel, Robert Fripp)           | 4:12     |  |
| 9.  | «Flotsam and Jetsam»                               | 2:17     |  |
| 10. | «Perspective»                                      | 3:23     |  |
| 11. | «Home Sweet Home»                                  | 4:37     |  |

## Personal
- Peter Gabriel – Voz, teclados
- Robert Fripp – Guitarra eléctrica, guitarra
- Tony Levin – Bajo, coros y arreglos en los temas 6 y 9
- Roy Bittan – Teclados en 1, 3, 5, 6, 10, 11
- Larry Fast – Sintetizador
- Jerry Marotta – Batería excepto en tema 3; coros en 1, 4, 10, 11
- Sid McGinnis – Guitarra eléctrica en 1, 4, 8, 9, 10, 11; Guitarra acústica en 2 y 3; mandolina en 2 y coros en 7
- Todd Cochran – Teclados en 2, 4, 6, 7
- Tim Cappello – Saxo en 10, 11
- George Marge – recorder en 6, 8, 9
- John Tims – insectos en 3